# Manuel Pereira de Godoy
Manuel Pereira de Godoy (Pirassununga, 22 de abril de 1922 — 14 de octubre de 2003) fue un biólogo, e historiador brasileño.

## Biografía
Realizó su formación académica en el área de la Historia Natural, manifestando su interés po los estudios de peces. A través de concurso, en 1943, obtuvo el cargo de biólogo en la Estación Experimental de Biología y Piscicultura de Pirassununga, del Ministerio de Agricultura, donde permaneció hasta 1977. Entre 1948 a 1949, fue profesor de Biología de Peces en la Universidad de Chile en Santiago y en Viña del Mar. En 1950, a través de concurso, fue profesor titular de la cátedra de biología (historia natural), de colegial en el Instituto Estadual de Educación de Pirassununga de la Secretaría de Educación.
En 1952, estando en Europa, se especializó en institutos de Portugal, Francia, Alemania, Dinamarca, Suecia e Inglaterra. En 1954, realizó, en la Estación Experimental, trabajos pioneros en el Brasil en marcación de peces. En 1960, fue profesor-instructor de la Organización de las Naciones Unidas para la Alimentación y la Agricultura (FAO) en el I Centro Latino-Americano de Capacitación en piscicultura y en pesca continental en Buga, Colombia.

## Biólogo
Listó aproximadamente 298 especies de animales y plantas que vivieron en la región de Pirassununga, y 83 especies de peces de las 106 conocidas en la Bacia Mojiana en 1975. Entre 1944 a 2003, publicó 130 trabajos técnicos y científicos, incluyendo 19 libros sobre los peces del Brasil. Y dedicó mucha atención a la problemática del pasaje y escaladas para peces en canales y represas, contribuyendo en primera medida en relación con la preservación de Piracema en esas construcciones. Como las empresas estatales responsables de las presas se negaban a construir esas escaleras, tuvo, en muchos casos, que apelar a la Justicia para que, en fin, se construyeran. Conforme Ley Civil Pública en el Ministerio Público Federal de Marília, el 14 de abril de 1999.

## Historiador
Como historiador se dedicó a la historia local, publicando dos volúmenes de "Contribuição à História Natural e Geral de Pirassununga" entre 1974 al 75, dejando un tercero nunca publicado. Además de la sociedad "organizada", contribuyó con estudios sobre antropología indígena en la región de Cachoeira de Emas, valle del río Mojiguaçu.

## Proyecto ambiental
Una Segunda Red de Agua, donde los "cabos" de agua pasasen suspendidos por postes, semejante a los postes telefónicos, por encima de las casas, captando la energía solar calentando al agua que, por gravedad, llegaría a los lares pirassununguenses. El proyecto comenzaría por Vila Sante Fé y por el Distrito de Cachoeira de Emas expandiéndose después por toda Pirassununga.

## Algunas publicaciones
- 1975. Peixes do brasil. Vol. 1, 216 pp. Ed. Franciscana

- 1974. Contribuição à História Natural e Geral de Pirassununga. Vols. I y II. Ed. Prefeitura Municipal

- 1973. Peixes: pesca e biologia. Con Nomura (Hitoshi). Ed. Pisces, 143 pp.

## Abreviatura (zoología)
La abreviatura Godoy  se emplea para indicar a Manuel Pereira de Godoy como autoridad en la descripción y taxonomía en zoología.